# Topoisomerase II
Topoisomerase II  ist ein Enzym aus der Gruppe der Topoisomerasen, das in allen Organismen vorkommt und Helix-Windungen von doppelsträngigen DNA-Strängen auflockern und lösen kann. Eine Besonderheit stellt die bakterielle Topoisomerase (Gyrase) dar. Sie ist in der Lage, auch zusätzliche Windungen in einen DNA-Strang einzuführen. Für ihre katalytische Funktion benötigt die Topoisomerase II im Gegensatz zur Topoisomerase I Energie in Form von ATP.
Es können zwei Subfamilien unterschieden werden:
| Subfamilie | Repräsentative Mitglieder |
| IIA        | - Säugetiere: Topoisomerase II-alpha und II-beta - Hefe: Topoisomerase II - Drosophila: Topoisomerase II - Bakterien: Gyrase, Topoisomerase IV - T4-Phagen: DNA-Topoisomerase |
| IIB        | Sulfolobus shibatae (Archaea), Topoisomerase VI |

Die Molmasse des Enzyms beträgt je nach Art des Organismus 160–180 kDa. Es handelt sich um ein dimeres Enzym, es besteht also aus zwei Monomeren. Ein Monomer kann in drei Domänen untergliedert werden: N-terminale Domäne, Zentrale Domäne und C-terminale Domäne.
Die N-terminale Domäne besteht aus ca. 660 Aminosäuren und dient der Bindung von ATP. Die zentrale Domäne besteht aus ca. 1200 Aminosäuren und enthält einen Tyrosinrest, der für das „Zerschneiden“ der DNA zuständig ist. Man spricht hier auch von der katalytischen Domäne. Die C-terminale Domäne ist unterschiedlich lang und besteht aus vielen geladenen Aminosäuren. Sie enthält ein NLS-Motiv (Nukleäres Lokalisationssignal). Diese Domäne ist teilweise auch phosphoryliert. Die genaue Funktion dieser Domäne konnte noch nicht geklärt werden.
In der Praxis sind vor allem Gyrasehemmer von Interesse. Diese werden als Antibiotika eingesetzt. Zu den bekanntesten unter ihnen zählen zum Beispiel Ciprofloxacin und Novobiocin.
Anthracycline sind Chemotherapeutika, die gegen verschiedene Krebsarten, insbesondere Brustkrebs, eingesetzt werden. Anthracycline wirken, indem sie an Topoisomerase IIα binden und so die Zellteilung hemmen.